# Arrondissement Bressuire
Das Arrondissement Bressuire ist eine Verwaltungseinheit im französischen Département Deux-Sèvres innerhalb der Region Nouvelle-Aquitaine. Hauptort (Sitz der Unterpräfektur) ist Bressuire.
Es besteht aus fünf Kantonen und 57 Gemeinden.

## Kantone
- Bressuire
- Cerizay
- Le Val de Thouet (mit 19 von 28 Gemeinden)
- Mauléon
- Thouars

## Gemeinden
Die Gemeinden des Arrondissements Bressuire sind:
| 1. Argentonnay (79013)            | 2. Boismé (79038)                   | 3. Bressuire (79049)                      | 4. Bretignolles (79050)              |
| 5. Brion-près-Thouet (79056)      | 6. Chanteloup (79069)               | 7. Cerizay (79062)                        | 8. Chiché (79088)                    |
| 9. Cirières (79091)               | 10. Clessé (79094)                  | 11. Combrand (79096)                      | 12. Coulonges-Thouarsais (79102)     |
| 13. Courlay (79103)               | 14. Faye-l’Abbesse (79116)          | 15. Geay (79131)                          | 16. Genneton (79132)                 |
| 17. Glénay (79134)                | 18. L’Absie (79001)                 | 19. La Chapelle-Saint-Laurent (79076)     | 20. La Forêt-sur-Sèvre (79123)       |
| 21. La Petite-Boissière (79207)   | 22. Largeasse (79147)               | 23. Le Pin (79210)                        | 24. Loretz-d’Argenton (79014)        |
| 25. Louzy (79157)                 | 26. Luché-Thouarsais (79159)        | 27. Luzay (79161)                         | 28. Marnes (79167)                   |
| 29. Mauléon (79079)               | 30. Moncoutant-sur-Sèvre (79179)    | 31. Montravers (79183)                    | 32. Neuvy-Bouin (79190)              |
| 33. Nueil-les-Aubiers (79195)     | 34. Pas-de-Jeu (79203)              | 35. Pierrefitte (79209)                   | 36. Plaine-et-Vallées (79196)        |
| 37. Saint-Amand-sur-Sèvre (79235) | 38. Saint-André-sur-Sèvre (79236)   | 39. Saint-Aubin-du-Plain (79238)          | 40. Saint-Cyr-la-Lande (79244)       |
| 41. Sainte-Gemme (79250)          | 42. Sainte-Verge (79300)            | 43. Saint-Généroux (79252)                | 44. Saint-Jacques-de-Thouars (79258) |
| 45. Saint-Jean-de-Thouars (79259) | 46. Saint-Léger-de-Montbrun (79265) | 47. Saint-Martin-de-Mâcon (79274)         | 48. Saint-Martin-de-Sanzay (79277)   |
| 49. Saint Maurice Étusson (79280) | 50. Saint-Paul-en-Gâtine (79286)    | 51. Saint-Pierre-des-Échaubrognes (79289) | 52. Saint-Varent (79299)             |
| 53. Thouars (79329)               | 54. Tourtenay (79331)               | 55. Trayes (79332)                        | 56. Val en Vignes (79063)            |
| 57. Voulmentin (79242)            |                                     |                                           |                                      |

## Neuordnung der Arrondissements 2018

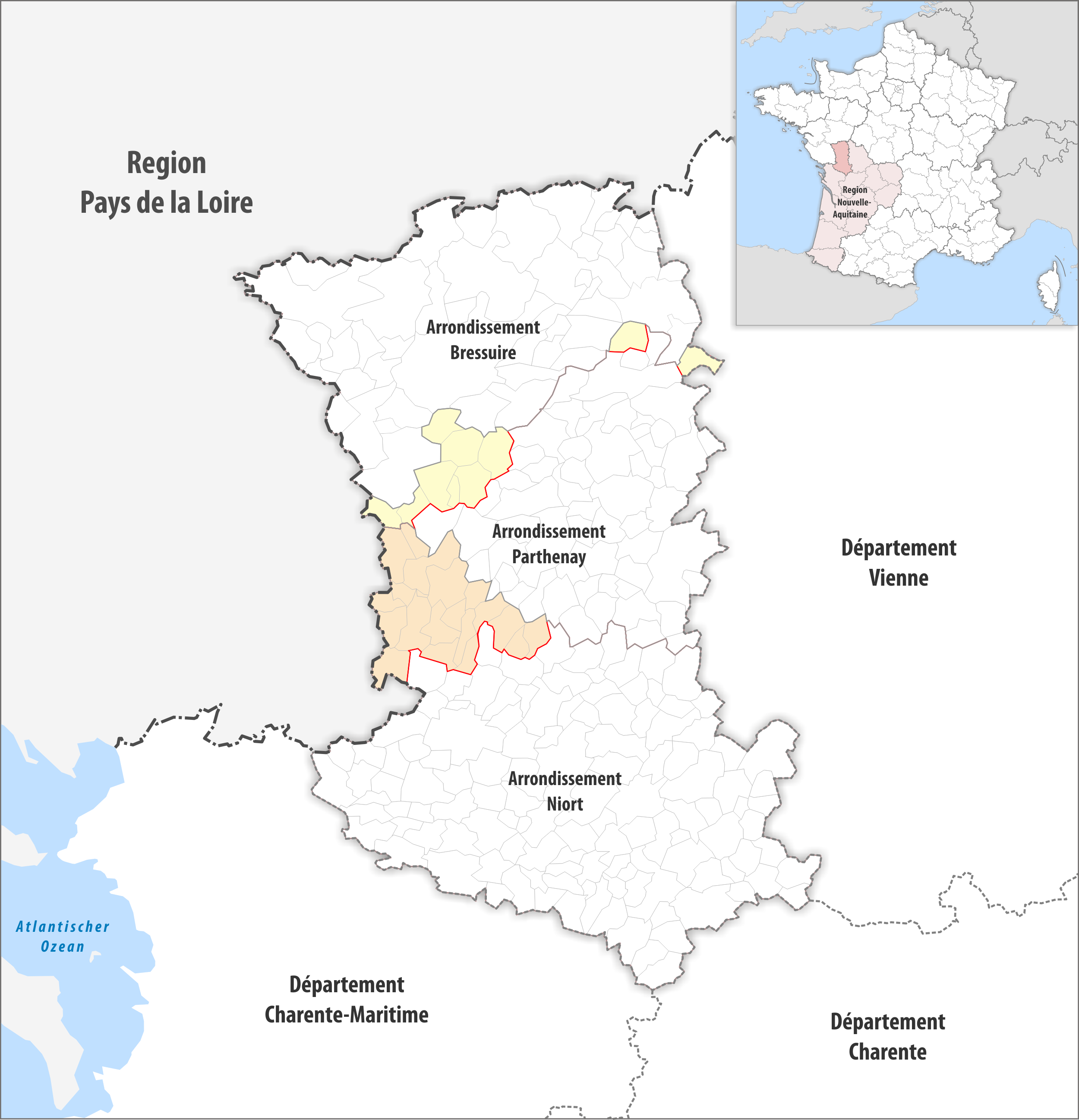
Arrondissementsanpassungen im Jahr 2018

Zum 1. Januar 2018 wurden die zehn Gemeinden L’Absie, Chanteloup, La Chapelle-Saint-Laurent, Clessé, Largeasse, Marnes, Neuvy-Bouin, Saint-Généroux, Saint-Paul-en-Gâtine und Trayes aus dem Arrondissement Parthenay in das Arrondissement Bressuire übertragen.

## Ehemalige Gemeinden seit der landesweiten Neuordnung der Kantone
- Bis 2018: Argenton-l’Église, Bouillé-Loretz, Saint-Jouin-de-Milly, Oiron, Brie, Taizé-Maulais, Thouars, Mauzé-Thouarsais, Missé, Sainte-Radegonde
- Bis 2016: Bouillé-Saint-Paul, Cersay, Massais
- Bis 2015: Argenton-les-Vallées, Étusson, La Chapelle-Gaudin, La Coudre, Le Breuil-sous-Argenton, Moutiers-sous-Argenton, Saint-Maurice-la-Fougereuse, Ulcot